# ييرزي فيتولاني
ييرزي آدم غراسيان فيتولاني (بالبولندية: Jerzy Adam Gracjan Vetulani)‏ (21 يناير 1936 - 6 أبريل 2017) عالم بولندي اختص في دراسة علم الأعصاب، علم الصيدلة والكيمياء الحيوية، وأستاذ في العلوم الطبيعية.